# Benandante
 (novembre 2022).

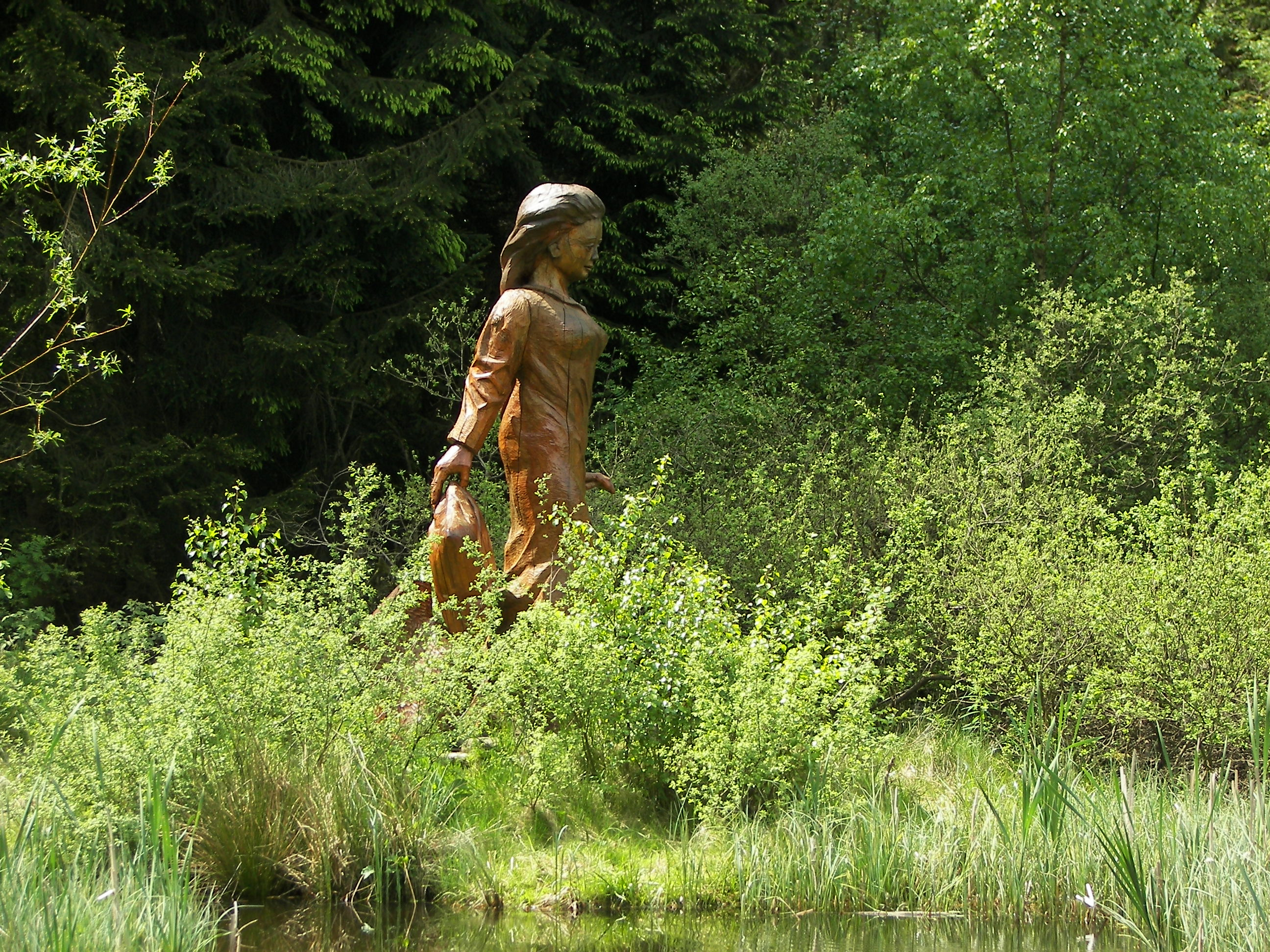
Statue de Dame Holle, près du Frau-Holle-Tech dans le massif montagneux du Hoher Meißner.

Un benandante (celui qui va pour le bien) était un membre d'un culte agraire de la fertilité, dans la région du Frioul en Italie du Nord, pendant la Renaissance. Entre 1575 et 1675, les Benandanti furent accusés d'hérésie par l'Inquisition romaine. Les Benandanti affirmaient voyager en esprit pendant leur sommeil afin de lutter contre les mauvais sorciers dans le but de protéger les récoltes de la saison à venir.
Selon l'historien Carlo Ginzburg, il se fit « sous la pression inconsciente des inquisiteurs, une transformation lente et progressive des croyances populaires qui finalement se cristallisèrent d'elles-mêmes dans le modèle préexistant du sabbat diabolique ». Cette transformation entraîna l'extinction du culte des Benandanti.

## Les Benandanti
Hommes ou femmes, les Benandanti se définissaient comme un petit groupe d'anti-sorciers qui assurait la protection des villageois et de leurs récoltes. On devenait benandante de naissance : seulement les enfants nés coiffés, c'est-à-dire dont la poche amniotique couvrait le visage à la naissance, étaient destinés à rejoindre les rangs des Benandanti.

## Fonctions
Les Benandanti affirmaient que leur esprit quittait leur corps durant les nuits des jeudis des Quatre-Temps, parfois sous une forme animale. Les hommes se rendaient dans les champs où ils combattaient les malandanti (les mauvais sorciers). Ils étaient armés de tiges de fenouil, alors que les malandanti étaient armés de tiges de sorgho. Si les benandanti étaient victorieux, les récoltes seraient fructueuses.
Les femmes benandanti avaient une autre tâche. Lorsqu'elles quittaient leur corps endormi, elles se rendaient à la suite d'une entité féminine connue sous différents noms (Abonde, la Dame du Bon Jeu, la Bonne Dame, etc.) où elles dansaient, mangeaient et buvaient en compagnie d'une procession d'esprits, d'animaux ou de fées. Elles apprenaient qui des villageois mourrait cette année.

## Traditions similaires
Les thèmes associés au culte des Benandanti (quitter le corps en esprit, parfois sous la forme d'un animal ; combattre pour la fertilité des récoltes ; banqueter avec une Reine ou Déesse ; boire le vin des caves) sont retrouvés de manière répétée dans d'autres traditions : ainsi les armiers et les suivantes de Bensozia au XIIIe siècle dans les Pyrénées, en Ariège ; ainsi les suivantes de Dame Orient au XIVe siècle à Milan et de Richella et de la Sage Sibylle au XVe siècle dans le Nord de l'Italie ;
Il existe également un culte similaire en Corse, les mazzeri, qui en rêve voient les gens qui vont mourir. Ils se  combattent, entre groupes de mazzeri,avec de grands bouquets d'asphodèles, afin d'établir la domination sur un territoire.  En rêve, ils chassent une proie et lorsqu'ils la retournent, le visage qu'ils voient est celui d'une personne qui va mourir dans l'année....
jusqu'à bien plus loin, aux loups-garous de Livonie, aux kresniki de Dalmatie, aux táltos hongrois, aux căluşari roumains et aux burkudzauta ossètes. Aussi l'historien Carlo Ginzburg estime qu'il existe une relation réelle entre le culte des Benandanti et le chamanisme des cultures baltes ou slaves. Cela expliquerait, selon lui, les similarités entre le culte benandante du Frioul et le cas distant de Livonie concernant un loup-garou bénéfique combattant les démons pour les empêcher de voler les récoltes.

## Répression par l'Église
Entre 1575 et 1675, la Sainte Inquisition mit en procès les Benandanti. Les inquisiteurs furent surpris par ces histoires où de présumés bons sorciers luttaient en rêve contre de mauvais et tentèrent de les accorder au stéréotype du sabbat. Les Benandanti se défendirent en tentant d'établir une distinction entre leurs actions et celles des sorciers, soutenant qu'ils combattaient les sorciers au nom de la foi du Christ, étant les seuls à pouvoir protéger les populations et leurs récoltes contre leurs méfaits. Ils nièrent utiliser les mêmes méthodes que les sorciers car ils ne s'enduisaient pas d'onguents pour voyager en esprit.
Pour éviter la persécution, les Benandanti se mirent à accuser d'autres villageois de sorcellerie. Cela se montra futile et desservit leur réputation au sein des villages. Enfin, les inquisiteurs persuadèrent les Benandanti que leurs actions étaient idolâtres et qu'ils étaient eux-mêmes les sorciers. Aussi, vers le XVIIe siècle, le mouvement avait complètement disparu. Aucun procès ne donna lieu à une exécution toutefois.